# Marco Valério Corvo
Marco Valério Corvo Caleno (c. 371 a.C. – c. 271 a.C.; em latim: Marcus Valerius Corvus Calenus) foi um político da gente Valéria da República Romana, eleito cônsul por seis vezes, em 348, 346, 343, 335, 300 e 299 a.C., com Marco Popílio Lenas, Caio Petélio Libo Visolo, Aulo Cornélio Cosso, Marco Atílio Régulo, Quinto Apuleio Pansa e Marco Fúlvio Petino respectivamente. Além disso, foi nomeado ditador duas vezes, em 342 e 301 a.C.. Um dos mais importantes expoentes da gente Valéria, foi pai de Marco Valério Máximo Corvino, cônsul em 289 a.C..
É considerado um herói romano do século IV a.C. e  lutou contra diversos inimigos da República, tendo supostamente se aposentado como fazendeiro e vivido até os cem anos. Possui uma imensa lista de realizações como militar e político. O cronista Valério Antias é considerado como criador de boa parte dos exageros sobre Corvo.

## Corvo
Político e tribuno militar romano, Marco Valério acompanhou, em 349 a.C., Lúcio Fúrio Camilo em sua campanha contra os gauleses. Na principal batalha, ganhou seu cognome "Corvo" (em latim: "Corvus") por causa de um duelo contra um inimigo gigantesco, que teria vencido com a ajuda de um corvo:
| “ | Um gaulês se adiantou na linha inimiga, notável tanto pela estatura quanto pelas armas, e, batendo no escudo com sua espada, desafiou [...] um dos romanos ao combate. [...] M. Valério, um tribuno militar ainda adolescente [...] se adiantou armado [...] quando um corvo desceu do céu e pousou virado contra o inimigo. O fato foi interpretado como auspicioso. O corvo manteve sua posição e, quando o combate começou, alçou voo e se atirou, com bico e garras, contra os olhos do inimigo. Derrotado o gaulês, a vitória coube aos romanos. | ” |
|   | — Lívio, Ab Urbe condita VII, 26. |   |

## Primeiro consulado (348 a.C.)
Marco Valério foi eleito pela primeira vez em 348 a.C. com Marco Popílio Lenas, ano no qual foi assinado o segundo Tratado romano-cartaginês entre Roma e Cartago. Tinha apenas vinte e dois anos de idade.

## Segundo consulado (346 a.C.)
Em 346 a.C., foi eleito novamente, desta vez com Caio Petélio Libo Visolo. Marco Valério cuidou da campanha contra os volscos, que tentavam atrair os latinos para uma guerra contra Roma. Eles foram derrotados numa batalha campal e os romanos em seguida capturaram a cidade de Satrico, que foi arrasada. Em seu triunfo, Marco Valério exibiu 4 000 soldados presos em Satrico.
| “ | A cidade foi arrasada até o chão e incendiada. O único edifício que não foi incendiado foi o Templo de Mater Matuta. O butim foi integralmente entregue aos soldados. Os quatro mil soldados que foram presos não foram incluídos no butim: o cônsul os fez caminhar em fila à frente de sua própria carruagem durante o triunfo. Vendidos em seguida, renderam uma grande quantidade de dinheiro ao tesouro estatal | ” |
|   | — Lívio, Ab Urbe condita VII, 27. |   |

## Terceiro consulado (343 a.C.)
Foi eleito cônsul pela terceira vez com Aulo Cornélio Cosso em 343 a.C., primeiro ano da Primeira Guerra Samnita, e foi encarregado de comandar as tropas romanas na Campânia. Conseguiu a vitória na Batalha do Monte Gauro e outra perto de Suessula, o que lhe valeu um triunfo. Marco Valério tinha consigo 40 000 escudos abandonados e 170 estandartes inimigos e seu triunfo foi, supostamente, o mais impressionante realizado até então.

## Primeira ditadura (342 a.C.)
Em 342 a.C., foi nomeado ditador pela primeira vez e escolheu como mestre da cavalaria (magister equitum) Lúcio Emílio Mamercino Privernato. Sufocou, com medidas brandas e conciliatórias, uma tentativa de revolta por parte da guarnição de Capua durante a Primeira Guerra Samnita, evitando que ela se transformasse numa guerra civil. Durante a crise, Corvo foi nomeado ditador para lidar com os amotinados. Os revoltosos marcharam contra Roma e encontraram as tropas de Marco Valério a cerca de 130 quilômetros de Roma. Fazendo uso de suas relações com o exército no passado, conseguiu chegar a um acordo com os rebeldes, Concordou e apoiou a aprovação de leis (conhecidas como "ne cui militum fraudi secessio fuit") que concediam imunidade aos soldados revoltosos, impediam a remoção do nome do soldado do serviço ativo sem seu consentimento e proibia que um tribuno militar fosse demovido à patente de centurião. Marco Valério se recusou, porém, a concordar com a diminuição dos salários dos cavaleiros e com a execução imediata dos decênviros. Já se sugeriu também que, durante a crise da aprovação das "Leges Genuciae", Corvo a tenha sugerido que o Senado concordasse com as demandas da plebe pela abolição da escravidão por dívida, mas teria sido rejeitado sem maiores discussões. Alguns historiadores, como Gary Forsythe e S. P. Oakley, consideram que os alegados eventos de motim tenham sido invenções literárias, embora as leis aprovadas em seu mandato sejam corretas.

## Quarto consulado (335 a.C.)
Foi eleito cônsul pela quarta vez em 335 a.C., com Marco Atílio Régulo. Os sidicínios se aliaram aos ausônios de Cales e o Senado estava ansioso para escolher alguém com uma comprovada reputação militar. Em um rompimento com a tradição, os cônsules não tiraram a sorte por suas províncias e o Senado designou a área ao redor de Cales diretamente a Corvo. Ele cercou e conquistou a cidade; depois da conquista, os romanos criaram ali uma colônia de 2 500 homens. Por esta vitória, Corvo conseguiu seu segundo triunfo, e os dois cônsules, a honra de portar o agnome "Caleno" ("Calenus").
Os cônsules, estando fora da cidade durante a guerra, nomearam Lúcio Emílio Mamercino Privernato ditador "comitiorum habendorum causa" (com poderes limitados) para garantir a realização da Assembleia das centúrias e a eleição dos cônsules para o ano seguinte.

## Período intermediário
Foi interrex por duas vezes, em 332 e 330 a.C. É possível que ele tenha sido ainda um legado na época do ditador Lúcio Papírio Cursor (325 a.C.), durante a Segunda Guerra Samnita. Em 313 a.C., Marco Valério foi nomeado um dos "Triumviri coloniae deducendae", que receberam o poder de fundar uma colônia em Satícula. Em 310 a.C., foi novamente um legado sob Lúcio Papírio Cursor e participou de uma grande batalha em "Longulae" contra os samnitas. Em 308 a.C., foi eleito pretor pela quarta vez, principalmente pelo seu serviço em "Longulae".

## Segunda ditadura (302-1 a.C.)
Corvo foi nomeado ditador novamente em 302 a.C. para enfrentar uma revolta entre etruscos e marsos em Arretium e Carseoli. Os romanos se voltaram primeiro contra os marsos, desbaratando-os numa única batalha:
| “ | Depois de conseguirem se fortificar no interior da cidade, no decurso de uns poucos dias conquistou Milionia, Plestina e Fresília. Condenando os marsos à perda de parte de seu território, renovou em seguida o tratado de aliança com eles. | ” |
|   | — Lívio, Ab Urbe condita X, 3. |   |

Os marsos tentaram conseguir a paz e, Marco Valério, por suas vitórias, recebeu seu terceiro triunfo. No ano seguinte, 301 a.C., foi nomeado novamente ditador, desta vez para combater os etruscos e este foi o último ano ditatorial da história de Roma, no qual não se elegeram cônsules. Enquanto Corvo estava em Roma consultando os arúspices, seu mestre da cavalaria (provavelmente Marco Emílio Paulo) foi emboscado pelo inimigo e forçado a abandonar seu acampamento, perdendo, no processo, uma parte de seu exército. Marco Valério, que veio rapidamente para ajudá-lo, encontrou e combateu os etruscos, o que lhe valeu um novo triunfo. Depois de evitarem uma nova emboscada, romanos e etruscos se enfrentaram numa batalha campal. Aos etruscos foi concedida uma trégua de dois anos e o ditador celebrou um triunfo pela vitória.

## Quinto consulado (300 a.C.)
Marco Valério foi cônsul pela quinta vez em 300 a.C. com Quinto Apuleio Pansa. Coube a ele conduzir uma campanha militar de pouca importância contra os équos.
Ele também se envolveu na aprovação de duas leis. A primeira foi a Lex Ogulnia, que resultou na abertura do Colégio dos Pontífices e do Colégio de Áugures aos plebeus, obra dos irmãos Cneu e Quinto Ogúlnio Galo, tribunos da plebe que lhe emprestaram o nome. A segunda, Lex Valeria de provocatio, proposta por ele mesmo, foi uma extensão do "provocatio" ("direito de apelação") aos plebeus, que tornou ilegal o uso de força desproporcional, especificamente o assassinato ou o chicoteamento pelos magistrados mais graduados na cidade de Roma. A partir daí, os plebeus conseguiram eleger quatro pontífices e cinco áugures, números iguais ou maiores aos quatro pontífices e quatro áugures patrícios.

## Sexto consulado (299 a.C.)
O Senado chegou a considerar nomeá-lo ditador pela quarta vez, mas ele acabou eleito cônsul sufecto depois da morte de Tito Mânlio Torquato, que estava à frente da guerra contra os etruscos. Corvo o substituiu e, a partir de então, os etruscos evitaram o combate direto e permaneceram seguros em suas cidades fortificadas. Embora Corvo tenha incendiado vilas inteiras para atraí-los, os etruscos teimosamente se recusaram a lutar contra Marco Valério Corvo, apesar de seus 72 anos de idade.